# Mariinski-Theater

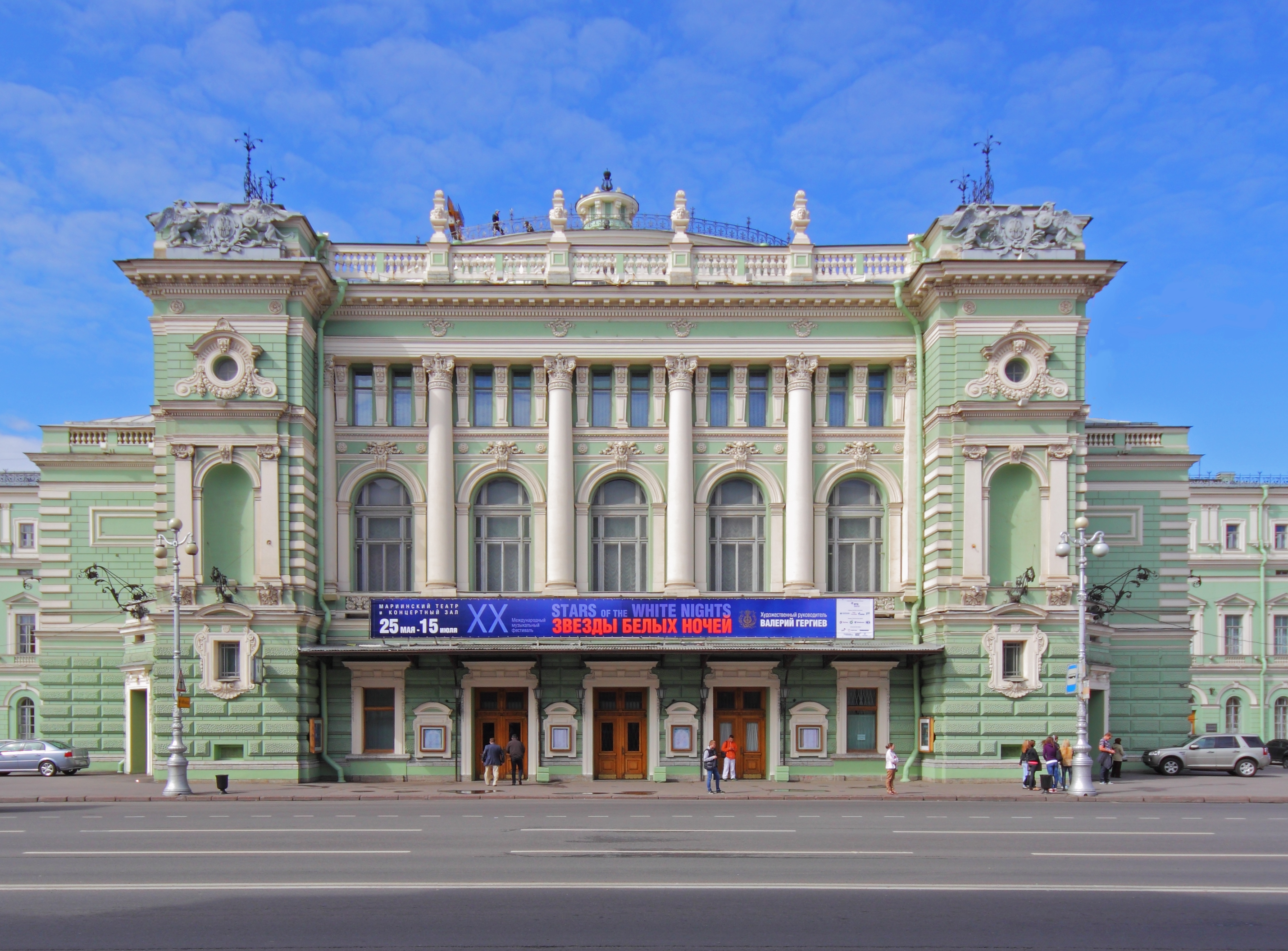
Fassade des Mariinski-Theaters

Das Mariinski-Theater (russisch Марии́нский теа́тр) ist eines der bekanntesten Opern- und Balletthäuser der Welt. Das Gebäude liegt am Sankt Petersburger Theaterplatz; viele wichtige russische Opern und Ballette wurden hier uraufgeführt. Es ist die Heimat des bei Auslandsauftritten immer noch gern so genannten Kirow-Balletts. Das Ballett trägt inzwischen auch den offiziellen Namen Ballett-Kompagnie des Mariinski-Theaters.

## Geschichte

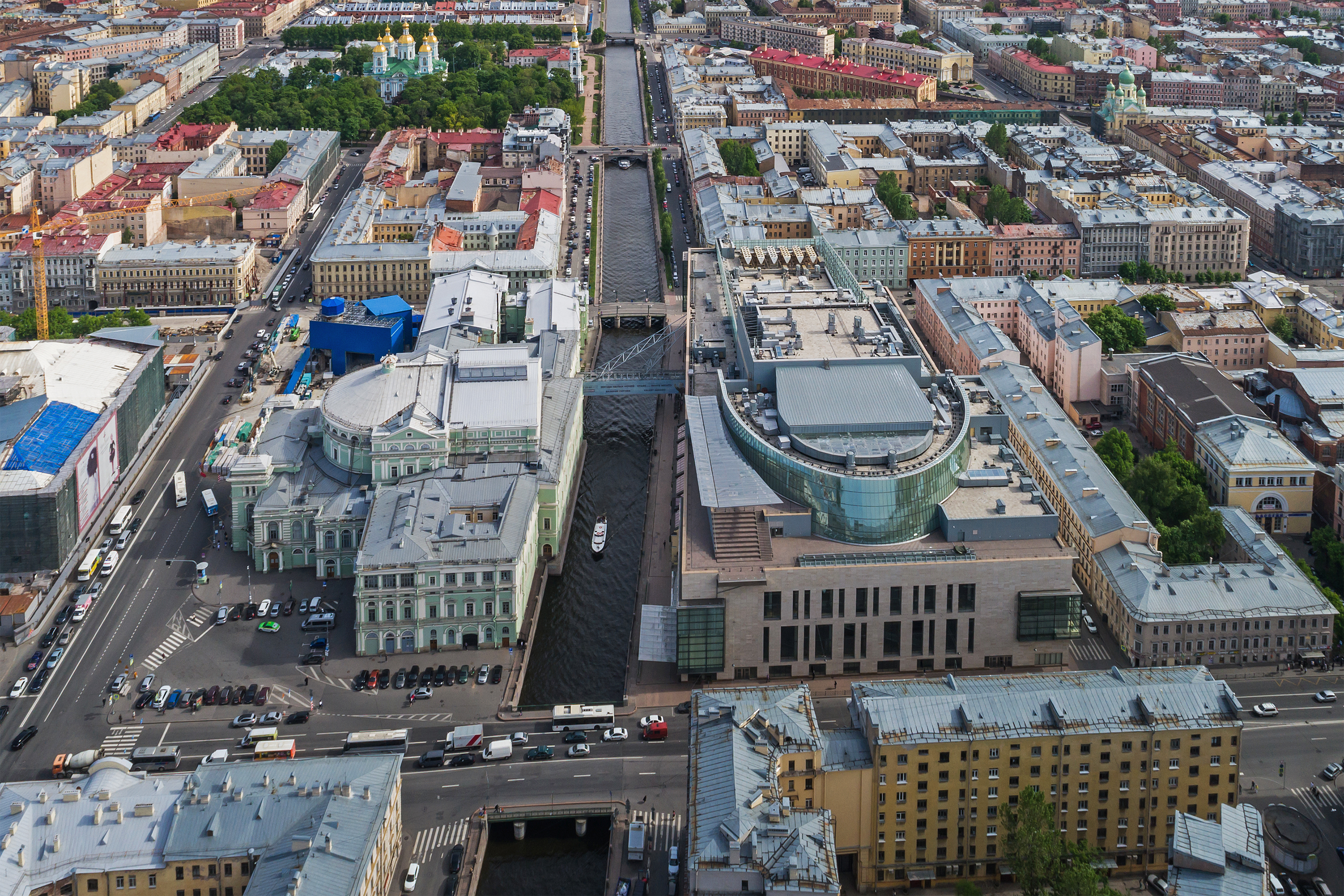
Luftaufnahme des Theaters: links das Hauptgebäude, rechts der Neubau

Das 1860 von Alberto Cavos errichtete Gebäude wurde ursprünglich nach Maria Alexandrowna von Hessen-Darmstadt, der Frau Zar Alexanders II., benannt. Als im Jahr 1886 das Gebäude des Bolschoi-Theaters sich als baufällig erwies, zogen unter dem Intendanten Iwan Wsewoloschski die kaiserliche Oper und das kaiserliche Ballett ins Mariinski-Theater. 1919 erhielt es zunächst den Namen GATOB (Gosudarstwennyj akademitscheski teatr opery i baleta, deutsch „Staatliches Akademisches Opern- und Balletttheater“) und wurde 1935 nach dem 1934 ermordeten Vorsitzenden des Leningrader Sowjets, Sergei Kirow, in Kirow-Theater umbenannt. Seit 1992 trägt es wieder seinen ursprünglichen Namen.
Das Gebäude fasst 2000 Zuschauer. Der Zuschauersaal ist reich in Blau, Weiß und Gold geschmückt. Sehr aufwendige Restaurierungs- und Umbauarbeiten unter Leitung des Architekten Dominique Perrault begannen 2006 und wurden 2009 abgeschlossen. Die Akustik der Konzerthalle wurde durch Yasuhisa Toyota und seine Firma geplant. Am 2. Mai 2013 wurde in Anwesenheit des russischen Präsidenten Wladimir Putin der Neubau des Theaters eingeweiht (Kosten 550 Millionen Euro).
Die Theaterbühne (daher auch der Probenraum) hat ein Gefälle von 4 %, damit die Formationen der Ballettaufführungen optimal betrachtet werden können.
Der Chefdirigent, Künstlerischer Leiter und Direktor des Theaters ist Waleri Abissalowitsch Gergijew.
Im Frühjahr 2020 startete das Theater unter der durch die COVID-19-Pandemie in Russland verursachten Quarantäne tägliche Online-Übertragungen seiner Aufführungen und Konzerte. Innerhalb eines Monats erreichten die Sendungen laut Meldung von TASS mehr als 25 Millionen Zuschauer.

## Uraufführungen
- 1863 – Semen Hulak-Artemowskyj: Der Saporoger an der Donau (Oper)
- 1873 – Rimski-Korsakow: Pskowitjanka (Oper)
- 1874 – Mussorgski: Boris Godunow (Oper)
- 1880 – Rimski-Korsakow: Die Mainacht (Oper)
- 1881 – Tschaikowski: Die Jungfrau von Orléans (Oper)
- 1882 – Rimski-Korsakow: Schneeflöckchen (Oper)
- 1887 – Tschaikowski: Die Zauberin (Oper)
- 1890 – Borodin: Fürst Igor (Oper)
- 1890 – Tschaikowski: Pique Dame (Oper); Dornröschen (Ballett)
- 1892 – Tschaikowski: Der Nussknacker (Ballett); Jolanthe (Oper)
- 1892 – Rimski-Korsakow: Mlada
- 1895 – Rimski-Korsakow: Die Nacht vor Weihnachten (Oper)
- 1898 – Glasunow: Raymonda (Ballett)
- 1902 – Rimski-Korsakow: Servilia (Oper)
- 1907 – Rimski-Korsakow: Die Legende von der unsichtbaren Stadt Kitesch und von der Jungfrau Fewronija (Oper)
- 1930 – Deschewow: Eis und Stahl (Oper)

## Orgel
Die Orgel wurde im Jahr 2009 von der Orgelbaumanufaktur Kern (Straßburg) gebaut.
| I Grand Orgue C–c4      |     |
| Montre                  | 16′ |
| Bourdon (aus Réc.)      | 16′ |
| Montre                  | 8′  |
| Flûte harmonique        | 8′  |
| Bourdon                 | 8′  |
| Prestant                | 4′  |
| Doublette               | 2′  |
| Fourniture V            |     |
| Cornet V                | 8′  |
| Basson (aus Réc.)       | 16′ |
| Trompette I             | 8′  |
| Trompette II (aus Réc.) | 8′  |
| Clairon                 | 4′  |
| Tremblant doux          |     |

| II Récit expressif C–c4 |     |
| Bourdon                 | 16′ |
| Cor de Nuit             | 8′  |
| Flûte traversiere       | 8′  |
| Viole de Gambe          | 8′  |
| Voix céleste            | 8′  |
| Flûte octaviante        | 4′  |
| Octavin                 | 2′  |
| Progressio harm. II-IV  |     |
| Basson                  | 16′ |
| Trompette harmonique    | 8′  |
| Basson Hautbois         | 8′  |
| Voix Humaine            | 8′  |
| Clairon                 | 4′  |
| Tremolo                 |     |

| III Positif expressif C–c4 |        |
| Salicional                 | 8′     |
| Flûte à fuseau             | 8′     |
| Prestant                   | 4′     |
| Flûte                      | 4′     |
| Nazard                     | 2 ⁄3′  |
| Doublette                  | 2′     |
| Tierce                     | 1 3⁄5′ |
| Plein jeu IV               |        |
| Cromorne                   | 8′     |
| Dulciane                   | 16′    |
| Tremblant doux             |        |

| Chamade C–c4 |    |
| Trompette    | 8′ |

| Pédale C–g1             |     |
| Soubasse                | 32′ |
| Soubasse                | 16′ |
| Principal               | 16′ |
| Bourdon (aus Réc.)      | 16′ |
| Grande Flûte            | 8′  |
| Bourdon (aus Réc.)      | 8′  |
| Flûte                   | 4′  |
| Bourdon (aus Réc.)      | 4′  |
| Bombarde                | 16′ |
| Basson (aus Réc.)       | 16′ |
| Trompette I             | 8′  |
| Trompette II (aus Réc.) | 8′  |
| Basson (aus Réc.)       | 8′  |
| Clairon (aus Réc.)      | 4′  |
| Basson (aus Réc.)       | 4′  |

- Koppeln:
  - Normalkoppeln: II/I, III/I, III/II
  - Suboktavkoppeln: II/I, III/I, III/II, III/III
  - Chamaden an I, II, III, P.